# Santuario di Nostra Signora di Airola
Il santuario di Nostra Signora di Airola è un luogo di culto cattolico situato nella frazione di Airola nel comune di Sesta Godano, in provincia della Spezia.

## Storia e descrizione
La sua costruzione è dovuta ad un evento molto particolare: in un documento del 1560 si testimonia la fondazione del santuario avvenuta nell'anno 1450 dopo l'apparizione della Vergine Maria ad una fanciulla di nome Caterina Greppi, muta dalla nascita, la quale corse in paese ad annunciare l'accaduto.
La primitiva cappella fu costruita per volontà degli abitanti presso la fonte dove apparve la Madonna; la costruzione è immersa nel verde del bosco, in un contesto di pace e tranquillità assoluta.
Vi si conserva una Madonna con Bambino, olio su tela (cm 100x70), risalente alla seconda metà del Cinquecento.